# كالوم ديفيدسون
كالوم ديفيدسون (بالإنجليزية: Callum Davidson) (25 يونيو 1976 بإستيرلينغ في المملكة المتحدة - ) هو لاعب كرة قدم بريطاني في مركز الظهير. شارك مع منتخب اسكتلندا لكرة القدم. أما مع النوادي، فقد لعب مع بريستون نورث إيند وبلاكبيرن روفرز وسانت جونستون وليستر سيتي.

## وصلات خارجية
- كالوم ديفيدسون على موقع الاتحاد الدولي (مؤرشف)  (الإنجليزية)
- كالوم ديفيدسون على موقع قاعدة بيانات كرة القدم.إي يو (الإنجليزية)
- كالوم ديفيدسون على موقع ناشيونال فوتبول تيمز (الإنجليزية)
- كالوم ديفيدسون على موقع Soccerbase.com (لاعب) (الإنجليزية)
- كالوم ديفيدسون على موقع Soccerway.com (الإنجليزية)
- كالوم ديفيدسون على موقع عالم كرة القدم.نت (الإنجليزية)